# Odometa
Odometa è un arrondissement del Benin situato nella città di Kétou (dipartimento dell'Altopiano) con 8.395 abitanti (dato 2006).